# Pitombeira
Talisia esculenta, popularmente chamada de Pitombeira é uma árvore frutífera da família das Sapindáceas. Seu nome popular vem do tupi pitomba, que designa tanto a árvore como seu fruto.

## Espécies
Sua propagação é feita por via sexuada, tendo as sementes pouca longevidade.
A madeira da pitombeira é utilizada em forros, molduras, tábuas para assoalho, na carpintaria e para confecção de caixas.
O fruto da árvore é denominado pitomba.